# 클리블랜드 배런스 (1937년)
| 클리블랜드 배런스 | |
| 콘퍼런스          | |
| 디비전            | 웨스트 디비전 (1937년~1952년) (1961년~1973년)                                                                                           |
| 설립연도          | 1937년 |
| 해체연도          | 1973년 |
| 역사              | 클리블랜드 인디언스 (1929년~1934년) 클리블랜드 펠리컨스 (1934년~1937년) 클리블랜드 배런스 (1937년~1973년) 잭슨빌 배런스 (1973년~1974년) |
| 경기장            | 클리블랜드 아레나 |
| 연고지            | 오하이오주 클리블랜드 |
| 상징색            | 로얄블루, 하양 |
| 구단주            | |
| 단장              | |
| 감독              | |
| NHL 제휴          | |
| ECHL 제휴         | |
| 정규시즌 우승     | 8 (1938, 1944, 1945, 1947, 1948, 1950, 1951, 1953)                                                                                      |
| 콘퍼런스 우승     | |
| 디비전 우승       | 10 (1938, 1941, 1944, 1945, 1947, 1948, 1950, 1951, 1953, 1962)                                                                         |
| 칼더 컵           | 9 (1939, 1941, 1945, 1948, 1951, 1953, 1954, 1957, 1964)                                                                                |
| 영구 결번         | |

클리블랜드 배런스(Cleveland Barons)는 미국 오하이오주 클리블랜드를 연고지로 하는 1937년부터 1973년까지 AHL 소속되었던 아이스 하키팀이다.
1973년 연고지를 플로리다주 잭슨빌 (잭슨빌 배런스)로 이전했다.

## 역대 홈경기장
| 클리블랜드 배런스 |               |          |                       |      |
| 경기장            | 사용기간      | 수용인원 | 장소                  | 비고 |
| 클리블랜드 아레나 | 1937년~1973년 | 10,000명 | 오하이오주 클리블랜드 | 빈칸 |